# Musée Saint-Rémy
Le Musée Saint-Rémy est situé depuis 1996 dans la nouvelle église Saint-Rémy de Cuesmes construite en 1996, en Wallonie, Belgique. Situé au premier étage de l'église, le musée contient une collection d'une centaine de pièces faisant partie du patrimoine de la paroisse. On peut ainsi y trouver des objets religieux dont un autel datant de 1648, une chapelle de 1579,  des vêtements sacerdotaux, un tabernacle pivotant, un ciboire à couronne, etc.